# All England-vindere (damesingle)
All England er en årlig britisk badminton turnering oprettet i 1899. Nedenfor er der en liste over vindere af damesingle-rækken.

## Vindere

### Amatør æra
- 1900 – Ethel B. Thomson – siden hen Larcombe (England)
- 1901 – Ethel B. Thomson – siden hen Larcombe (England)
- 1902 – Muriel Lucas – siden hen Adams (England)
- 1903 – Ethel B. Thomson – siden hen Larcombe (England)
- 1904 – Ethel B. Thomson – siden hen Larcombe (England)
- 1905 – Ethel B. Thomson – siden hen Larcombe (England)
- 1906 – Ethel B. Thomson – siden hen Larcombe (England)
- 1907 – Ethel B. Thomson – siden hen Larcombe (England)
- 1908 – Ethel B. Thomson – siden hen Larcombe (England)
- 1909 – Ethel B. Thomson – siden hen Larcombe (England)
- 1910 – Ethel B. Thomson – siden hen Larcombe (England)
- 1911 – Margaret Larminie – siden hen Rivers Tragett (England)
- 1912 – Margaret Rivers Tragett – tidligere Larminie (England)
- 1913 – Lavinia C. Radeglia (England)
- 1914 – Lavinia C. Radeglia (England)
- 1915-1919 – aflyst pga. første verdenskrig
- 1920 – Kitty McKane – siden hen Godfrey (England)
- 1921 – Kitty McKane – siden hen Godfrey (England)
- 1922 – Kitty McKane – siden hen Godfrey (England)
- 1923 – Lavinia C. Radeglia (England)
- 1924 – Kitty McKane – siden hen Godfrey (England)
- 1925 – Margaret Stocks – tidligere McKane (England)
- 1926 – F.G. Barrett (England)
- 1927 – F.G. Barrett (England)
- 1928 – Margaret Rivers Tragett – tidligere Larminie (England)
- 1929 – F.G. Barrett (England)
- 1930 – F.G. Barrett (England)
- 1931 – F.G. Barrett (England)
- 1932 – Leoni Kingsbury – siden hen Middlemost (England)
- 1933 – Alice Woodroffe – siden hen Teague (England)
- 1934 – Leoni Kingsbury – siden hen Middlemost (England)
- 1935 – Betty Uber (England)
- 1936 – Telma Kingsbury (England)
- 1937 – Telma Kingsbury (England)
- 1938 – Daphne Young – siden hen Warrington (England)
- 1939 – Dorothy Walton (Canada)
- 1940-1946 – aflyst pga. anden verdenskrig
- 1947 – Marie Ussing (Danmark)
- 1948 – Kirsten Thorndahl (Danmark)
- 1949 – Aase Schiøtt Jacobsen (Danmark)
- 1950 – Tonny Ahm (Danmark)
- 1951 – Aase Schiøtt Jacobsen (Danmark)
- 1952 – Tonny Ahm (Danmark)
- 1953 – Marie Ussing (Danmark)
- 1954 – Judy Devlin – siden hen Hashman (USA)
- 1955 – Margaret Varner (USA)
- 1956 – Margaret Varner (USA)
- 1957 – Judy Devlin – siden hen Hashman (USA)
- 1958 – Judy Devlin – siden hen Hashman (USA)
- 1959 – Heather M. Ward – siden hen Nielsen (England)
- 1960 – Judy Devlin – siden hen Hashman (USA)
- 1961 – Judy Hashman – tidligere Devlin (USA)
- 1962 – Judy Hashman – tidligere Devlin (USA)
- 1963 – Judy Hashman – tidligere Devlin (USA)
- 1964 – Judy Hashman – tidligere Devlin (USA)
- 1965 – Ursula Smith (England)
- 1966 – Judy Hashman – tidligere Devlin (USA)
- 1967 – Judy Hashman – tidligere Devlin (USA)
- 1968 – Eva Twedberg – siden hen Stuart (Sverige)
- 1969 – Hiroe Yuki (Japan)
- 1970 – Etsuko Takenake (Japan)
- 1971 – Eva Twedberg – siden hen Stuart (Sverige)
- 1972 – N. Nakayama (Japan)
- 1973 – Margaret Beck – siden hen Lockwood (England)
- 1974 – Hiroe Yuku (Japan)
- 1975 – Hiroe Yuki (Japan)
- 1976 – Gillian Gilks – siden hen Goodwin (England)
- 1977 – Hiroe Yuki (Japan)
- 1978 – Gillian Gilks – siden hen Goodwin (England)
- 1979 – Lene Køppen (Danmark)

### Åben æra
- 1980 – Lene Køppen (Danmark)
- 1981 – Hwang Sun Ai (Korea)
- 1982 – Zhang Ailing (Kina)
- 1983 – Zhang Ailing (Kina)
- 1984 – Li Lingwei (Kina)
- 1985 – Han Aiping (Kina)
- 1986 – Kim Yun-Ja (Korea)
- 1987 – Kirsten Larsen (Danmark)
- 1988 – Gu Jiaming (Kina)
- 1989 – Li Lingwei (Kina)
- 1990 – Susi Susanti (Indonesien)
- 1991 – Susi Susanti (Indonesien)
- 1992 – Tang Jiuhong (Kina)
- 1993 – Susi Susanti (Indonesien)
- 1994 – Susi Susanti (Indonesien)
- 1995 – Lim Xiao Qing (Sverige)
- 1996 – Bang Hyun-Soo (Korea)
- 1997 – Ye Zhaoying (Kina)
- 1998 – Ye Zhaoying (Kina)
- 1999 – Ye Zhaoying (Kina)
- 2000 – Gong Zhichao (Kina)
- 2001 – Gong Zhichao (Kina)
- 2002 – Camilla Martin (Danmark)
- 2003 – Zhou Mi (Folkerepublikken Kina)
- 2004 – Gong Ruina (Folkerepublikken Kina)
- 2005 – Xie Xingfang (Folkerepublikken Kina)
- 2006 – Xie Xingfang (Folkerepublikken Kina)
- 2007 – Xie Xingfang (Folkerepublikken Kina)
- 2008 – Tine Baun (Danmark)
- 2009 – Wang Yihan (Folkerepublikken Kina)
- 2010 – Tine Baun (Danmark)
- 2011 – Wang Shixian (Folkerepublikken Kina)
- 2012 – Li Xuerui (Folkerepublikken Kina)
- 2013 – Tine Baun (Danmark)
- 2014 - Shixian Wang ( Kina)
- 2015 - Carolina Marín ( Spanien)
- 2016 - Nozomi Okuhara ( Japan )
- 2017 - Tzu-ying Tai ( Kinesisk Taipei)
- 2018 - Tzu-ying Tai ( Kinesisk Taipei)
- 2019 - Chen Yufei ( Kina)
- 2020 - Tzu-ying Tai ( Kinesisk Taipei)